# Redempt od Krzyża
Redempt od Krzyża (ur. 15 marca 1598 Paredes, zm. 29 listopada 1638 Banda Aceh) – portugalski Błogosławiony Kościoła katolickiego.

## Życiorys
Przyjechał do Indii jako żołnierz w 1615 roku. Wstąpił do zakonu karmelitów bosych, przyjmując imię zakonne Redempta od Krzyża i został wysłany do klasztoru w Goa. Wraz z kolegą Dionizym od Narodzenia Pańskiego poświęcił się ewangelizacji muzułmanów na Sumatrze. 29 listopada 1638 roku został zamordowany, wraz z towarzyszem. Zostali razem beatyfikowani przez papieża Leona XIII w dniu 10 czerwca 1900 roku, a jego wspomnienie obchodzone jest 29 listopada.